# Педро Умберто Альєнде
Педро Умберто Альєнде Сарон (ісп. Pedro Humberto Allende Sarón; 29 липня 1885, Сантьяго, Чилі — 17 серпня 1959, там само) — чилійський композитор, скрипаль, фольклорист і педагог. Один з основоположників національної композиторської школи.

## Біографія
Народився в сім'ї чилійського письменника Хуана Рафаеля Альєнде і піаністки Селії Сарон. Перші уроки музики отримав у свого брата Хуана Карлоса. У 1908 році закінчив Національну консерваторію в Сантьяго по класу композиції і скрипки. 1911 року удосконалювався в Європі, де потрапив під вплив музики французьких імпресіоністів, особливо Клода Дебюссі, що помітно в його ранній творчості. Але його наступні твори пов'язані з чилійським музичним фольклором. Після повернення в Чилі він запропонував певні реформи, які були введені в Національній консерваторії. Незабаром він зробив ще одну поїздку в Європу, читаючи лекції з музики в Німеччині, Іспанії та Франції. У 1918—1946 роках ввів катедру гармонії і композиції в Національній консерваторії; в 1928—1943 роках професор композиції. Склав кілька фольклорних збірок. Займався обробкою народних пісень. Помітно вплинув на чилійську композиторську школу. Серед його учнів Хуан Орреґо Салас, Альфонсо Летельєр Льона та інші. Перший президент Національної асоціації композиторів Чилі, з дня її заснування в 1936 році.

## Твори
- симфонія (1910)
- симфонічна увертюра (1904)
- симфонічна сюїта «Чилійські сільські сцени» / Escenas campesinas chilenas (1920)
- симфонічна поема «Голосу вулиць» / La voz de las calles (1913, 2-га редакція 1930)
- концерт для віолончелі з оркестром (1915)
- концерт для скрипки з оркестром (1940)
- концерт для фортеп'яно з оркестром (1945)
- камерні інструментальні ансамблі
- п'єси для фортеп'яно, в тому числі 12 тонад (1922)
- 6 тонад (1925, 1936)
- струнний квартет (1947)
- три сонати для фортеп'яно (1909—1915)
- 12 п'єс в чилійському народному стилі (1918—1922)

## Нагороди
- 1945 — Національна премія в галузі мистецтва